# Plan Man (韓國綜藝)
《Plan Man》（韓語：플랜맨）是韓國製片公司J Family於2016年推出的旅遊綜藝節目，主持人殷志源在節目中接受明星們的委託，親自為他們制定旅遊計劃。不僅包括旅行地的選擇、行程安排，殷志源還擔任導遊與明星們一同出遊。節目第一季於2016年5月22日至8月14日逢星期日韓國時間晚上10時播出，第二季於2017年3月13日至8月24日逢星期一至五韓國時間晚上6時播出，第三季於2018年2月26日至3月20日逢星期一至五韓國時間晚上6時播出。

## 節目內容
《Plan Man》為一旅遊綜藝節目，由在《兩天一夜》、《新西遊記》等國內外旅遊探險節目中表現活躍的殷志源擔任主持，在節目中接受明星們的委託，親自為他們制定旅遊計劃。不僅包括旅行地的選擇、行程安排，殷志源還擔任導遊與明星們一同出遊。
旅程名稱為「JJANG我！Tour」（韓語：짱나투어），有「我是最棒」的意思。在每次旅程開始前，殷志源與嘉賓均會獲發印有「JJANG我！Tour」標誌的團體服。

### 第一季
第一季《Plan Man》於2016年5月22日在TRENDY頻道與tagTV首播，於8月14日完結。節目原訂逢星期日韓國時間晚上8時播出，但由於首三集邀請了朴娜萊、金智珉、素英三位諧星作為來賓出演，TRENDY頻道考慮到談話內容而將節目收視群體等級由15禁上調至19禁，節目因而延遲至晚上10時播出。另外，以嘉賓身份出演第四至六集的Tony An自第七集起獲冠名為「理事」。

### 第二季
第二季改為網絡節目，節目名稱為《Plan Man New Beginning》，按旅遊地點分為三篇，並設有主題，逢星期一至五韓國時間晚上6時在Naver TV和V LIVE的joLjam TV頻道播出。三陟篇於2017年3月13日至3月31日播出，九州篇於2017年4月24日至5月12日播出，北海道篇於2017年7月31日至8月24日播出。

### 第三季
第三季節目名稱為《Plan Man X 行李男 The Hybrid》，由《Plan Man》主持殷志源及《拖旅行箱的男人》主持Tony An共同主持節目，並邀請Tony An的至親後輩智淑、第三次出演《Plan Man》的秀彬擔任嘉賓，節目自2018年2月26日起逢星期一至五韓國時間晚上6時在Naver TV和V LIVE的joLjam TV頻道播出。

## 各集資訊

### 第一季
| 集數     | 播出日期               | 旅遊地點 | 嘉賓                       |
| -------- | ---------------------- | -------- | -------------------------- |
| E01－E03 | 2016年5月22日－6月5日  | 美国關島 | 朴娜萊、金智珉、素英       |
| E04－E06 | 2016年6月12日－6月26日 | 中国深圳 | Brian、Tony An             |
| E07－E09 | 2016年7月10日－7月24日 | 泰國考拉 | JeA、黃仁善、尹彩暻        |
| E10－E12 | 2016年7月31日－8月14日 | 濟州島   | Tony An、Danny Ahn、千明勳 |

### 第二季（New Beginning）
| 集數     | 主題             | 播出日期               | 旅遊地點         | 嘉賓                                   |
| -------- | ---------------- | ---------------------- | ---------------- | -------------------------------------- |
| E01－E15 | 「聖托里尼」旅行 | 2017年3月13日－3月31日 | 江原道三陟市     | 世理、優熙、秀彬（Dal★Shabet）         |
| E01－E15 | Black & White    | 2017年4月24日－5月12日 | 日本九州福岡市   | 張水院（水晶男孩）                     |
| E01－E18 | 隊忙旅行 Part 2  | 2017年7月31日－8月24日 | 日本北海道札幌市 | 張水院（水晶男孩）、秀彬（Dal★Shabet） |

### 第三季（The Hybrid）
| 集數     | 播出日期               | 旅遊地點   | 嘉賓       |
| -------- | ---------------------- | ---------- | ---------- |
| E01－E17 | 2018年2月26日－3月20日 | 泰國布吉島 | 智淑、秀彬 |

## 外部連結
- J Family（页面存档备份，存于）官方網站
- Plan Man （页面存档备份，存于）（第一季）的Naver TV頻道
- joLjamTV（页面存档备份，存于）的Naver TV頻道
- joLjamTV（页面存档备份，存于）的V LIVE頻道